# Brunsidig skogssångare
Brunsidig skogssångare (Setophaga pensylvanica) är en fågel i familjen skogssångare inom ordningen tättingar.

## Utseende och läte
Brunsidig skogssångare är en rätt satt och grovnäbbad men liten skogssångare med en kroppslängd på 10-11 centimeter. Den håller nästan alltid stjärten rest ovanför vingarna.
Hane i häckningsdräkt är mycket karakteristisk med gul hätta, svart ögonmask, vita kinder på huvudet. Ryggen är gulsvartstreckad, stjärten svart. Undersidan är vit men flankerna kastanjebruna. På vingen syns två vita vingband. Honans dräkt är en urblekt version av hanens.

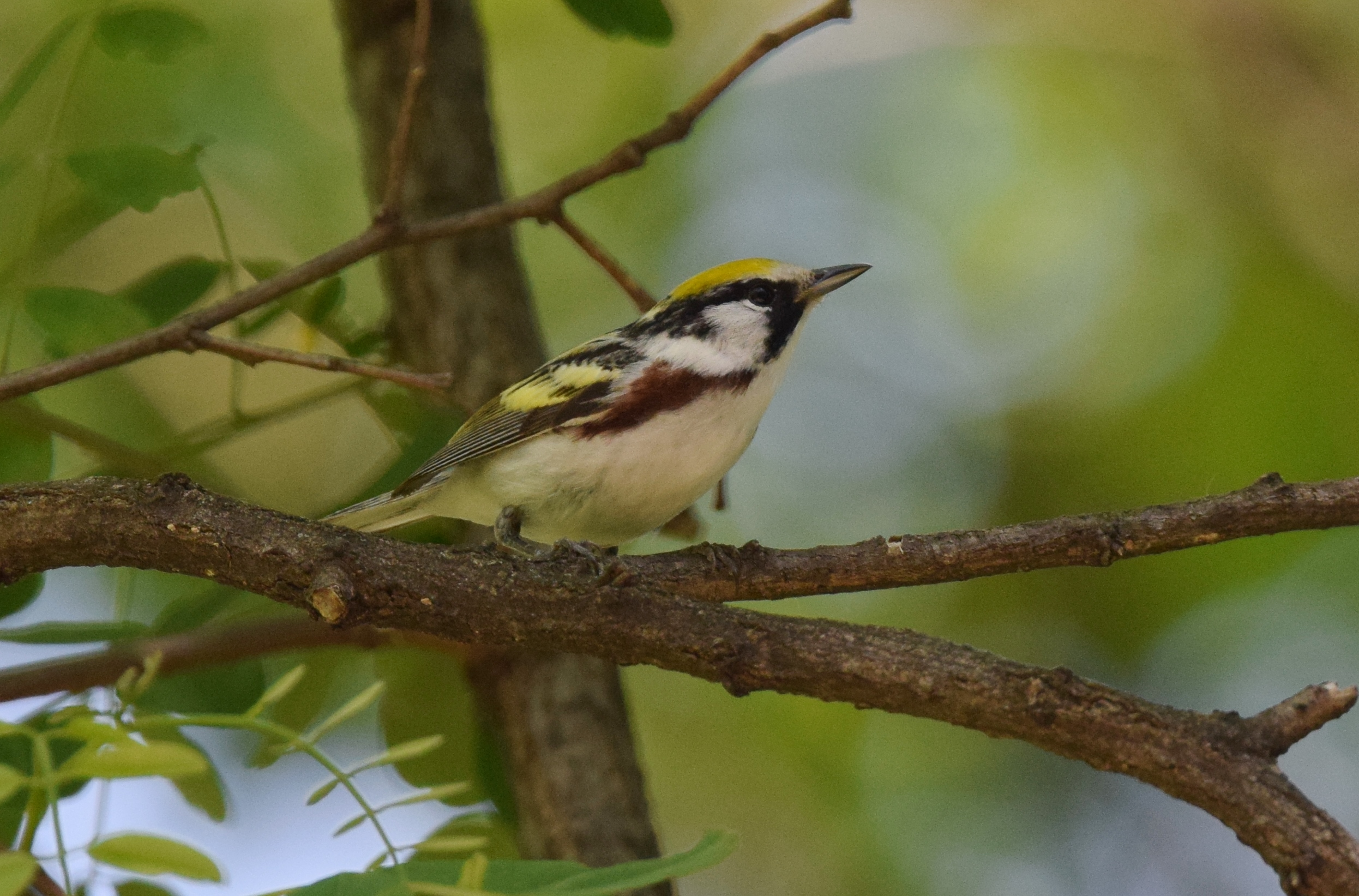
Hane i häckningsdräkt.

Utanför häckningstid saknar hanen den pregnanta ansiktsteckningen och har istället grå kind med vit ögonring. Undersidan är blekgrå, hjässa och rygg är gröngula och de bruna flankerna svagare tecknade.

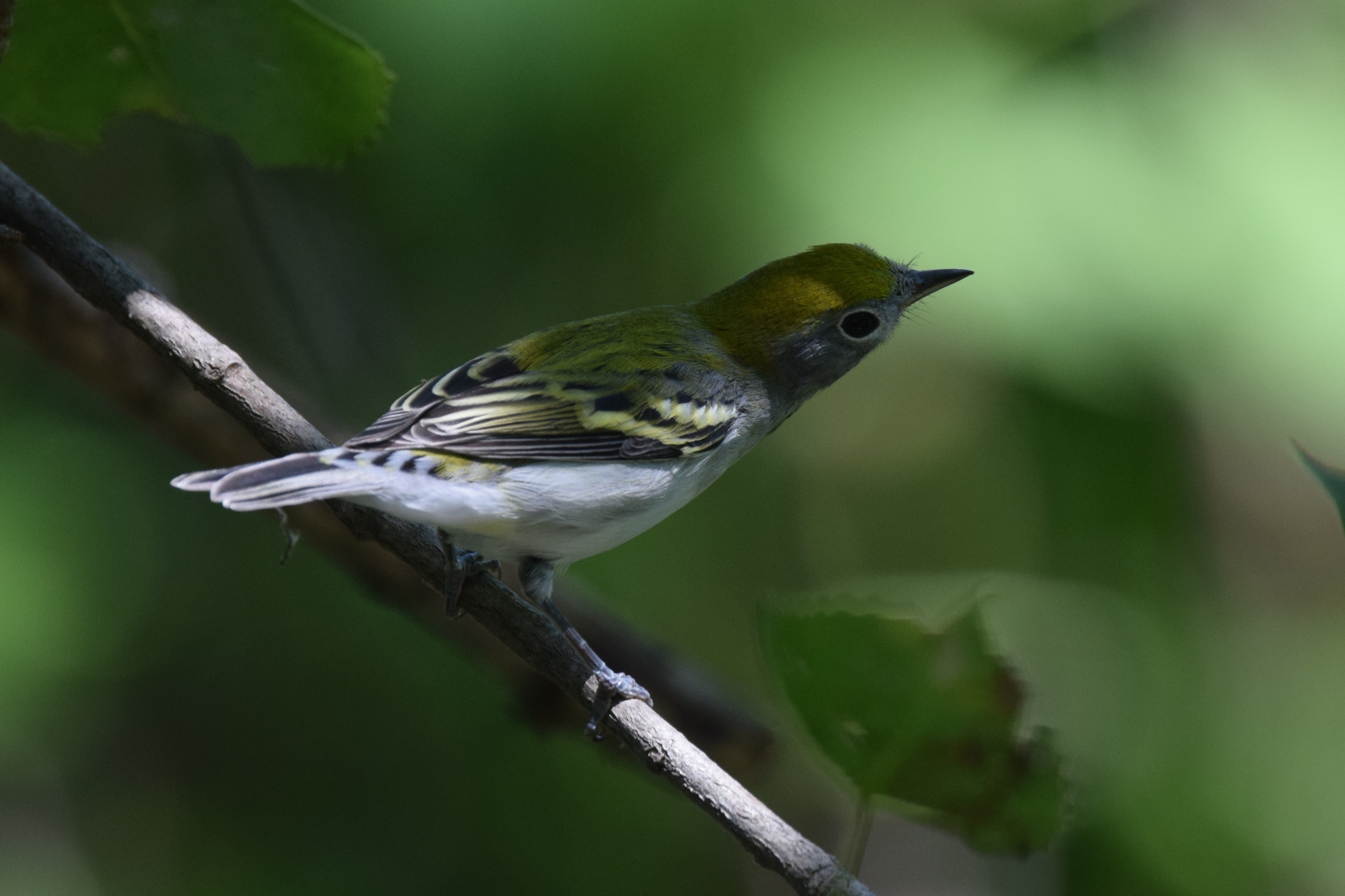
Utanför häckningstid.

Sången är en melodisk ramsa som avslutar abrupt, på engelska ofta återgiven som "pleased-to-pleased-to-meet-you".

## Utbredning och systematik
Den häckar i östra Nordamerika och övervintrar från Guatemala till Panama, tillfälligt i norra Sydamerika. Arten är en mycket sällsynt gäst i Europa med endast sju fynd: fyra i Azorerna, 1985 i Shetlandsöarna, 1995 i engelska Devon samt 2010 i Finistère, Frankrike.

### Släktestillhörighet
Tidigare placerades den tillsammans med ett stort antal andra arter i släktet Dendroica. DNA-studier visar dock att rödstjärtad skogssångare (Setophaga ruticilla) är en del av denna grupp. Eftersom Setophaga har prioritet före Dendroica inkluderas numera alla Dendroica-arter i Setophaga.

## Levnadssätt
Fågeln förekommer i buskskog, fruktträdgårdar och utmed vägkanter. Den lever av insekter och andra ryggradslösa djur som den plockar från undersidan av blad, men ibland även av frukt. Det skålformade boet placeras i en liten grenklyka i en buske eller bland slystånd, mindre än två meter ovan mark. Däri lägger arten tre till fem brunfläckiga gräddvita eller grönaktiga ägg.

## Status och hot
Arten har ett stort utbredningsområde och ett stort bestånd, men tros minska i antal, dock inte tillräckligt kraftigt för att den ska betraktas som hotad. IUCN kategoriserar därför arten som livskraftig (LC). Mellan 1966 och 2015 tros den ha minskat med 44%. Världspopulationen uppskattas till 18 miljoner häckande individer.